# Steinplattenbrücke (Shawbost)
Die Steinplattenbrücke von Shawbost ist eine Brücke in der Ortschaft Shawbost auf der schottischen Hebrideninsel Lewis. 1993 wurde das Bauwerk in die schottischen Denkmallisten in der Kategorie B aufgenommen.

## Beschreibung
Steinplattenbrücken sind ein früher Brückentyp. Vorliegende Brücke entstand jedoch erst im 19. oder 20. Jahrhundert. Sie befindet sich im Ortsteil North Shawbost, der sich entlang einer einzigen, von der A858 in Shawbost abgehende Stichstraße, welche über die Brücke führt, erstreckt. Die Brücke überspannt den aus Loch an Muilne abfließenden Bach Allt na Muilne. Der Viadukt ist als Trockenmauerwerk aus Naturstein gelegt. Er überspannt das Gewässer mit vier Öffnungen. Seine flachen Brüstungen wurden mit Beton ausgebessert.